# Moses Greenwood
Moses Greenwood (Sharon, Misisipi, 4 de febrero de 1997) es un jugador de baloncesto estadounidense que actualmente es agente libre. Mide 2,01 metros y juega en la posición de ala-pívot.

## Trayectoria deportiva
Jugó durante cuatro temporadas con Southeastern Louisiana Lions (2014-2019) en el que en su último año universitario promedió 17,2 puntos y 7,5 rebotes por partido.
En julio de 2019, tras no haber sido drafteado en 2019, debutaría como profesional en Bélgica en las filas del Spirou Basket Club de la Pro Basketball League, en la que jugó durante 16 partidos promediando la cifra de 6.94 por encuentro durante en la temporada 2019-20, hasta el parón de la liga por el coronavirus. En la Eurocup jugaría 11 partidos en los que promediaría 7.73 por encuentro.
Jugó luego una temporada en el Kouvot Kouvola de la Korisliiga de Finlandia y otra en el Comunicaciones de Mercedes de la Liga Nacional de Básquet de Argentina.